# Copa Mustang 1990
La Copa Mustang 1990 fu la quarantatreesima edizione del campionato colombiano di calcio; fu strutturato in due fasi, Apertura e Reclasificación, che davano l'accesso al girone finale da quattro squadre. Il campionato fu vinto dall'América de Cali per la settima volta nella sua storia.

## Formula
Il torneo di Apertura si svolse in dodici giornate, strutturandosi in un sistema di triangolari e pentagonali divisi regionalmente, più due giornate per definire le prime quattro classificate. Il torneo Finalización, invece, era un girone all'italiana che prevedeva ventotto partite, fino a raggiungere un totale di quaranta incontri tra le due fasi del campionato. Successivamente le otto migliori classificate si disputavano due gironi da quattro squadre l'accesso al quadrangolare finale. Ancora una volta erano previsti punti bonus, così distribuiti: un punto bonus per il primo posto, 0,75 per il secondo, 0,50 per il terzo e 0,25 per il quarto.

## Torneo Reclasificación
| Pos | Squadra                | P  | G  | V  | N  | S  | GF | GS | DR  |
| --- | ---------------------- | -- | -- | -- | -- | -- | -- | -- | --- |
| 1.  | América de Cali        | 59 | 40 | 22 | 15 | 3  | 77 | 27 | 50  |
| 2.  | Independiente Medellín | 50 | 40 | 18 | 14 | 8  | 50 | 37 | 13  |
| 3.  | Atlético Bucaramanga   | 49 | 40 | 20 | 9  | 11 | 49 | 36 | 13  |
| 4.  | Atlético Nacional      | 47 | 40 | 16 | 15 | 9  | 55 | 41 | 14  |
| 5.  | Deportivo Cali         | 46 | 40 | 14 | 18 | 8  | 46 | 42 | 4   |
| 6.  | Santa Fe               | 45 | 40 | 15 | 15 | 10 | 52 | 46 | 6   |
| 7.  | Deportes Quindío       | 44 | 40 | 17 | 10 | 13 | 51 | 41 | 10  |
| 8.  | Once Caldas            | 43 | 40 | 15 | 13 | 12 | 44 | 51 | -7  |
| 9.  | Millonarios            | 41 | 40 | 14 | 13 | 13 | 51 | 43 | 8   |
| 10. | Deportivo Pereira      | 39 | 40 | 13 | 13 | 14 | 38 | 45 | -7  |
| 11. | Deportes Tolima        | 33 | 40 | 10 | 13 | 17 | 31 | 48 | -17 |
| 12. | Junior                 | 31 | 40 | 6  | 9  | 15 | 34 | 41 | -7  |
| 13. | Unión Magdalena        | 27 | 40 | 8  | 11 | 21 | 36 | 57 | -11 |
| 14. | Cúcuta Deportivo       | 24 | 40 | 6  | 12 | 22 | 22 | 59 | 37  |
| 15. | Sporting               | 22 | 40 | 4  | 14 | 22 | 30 | 63 | -33 |

## Cuadrangulares semifinales

### Gruppo A
| Pos | Squadra              | Bonus | P    | G | V | N | S | GF | GS | DR |
| --- | -------------------- | ----- | ---- | - | - | - | - | -- | -- | -- |
| 1.  | América de Cali      | 2     | 9    | 6 | 3 | 1 | 2 | 12 | 8  | 4  |
| 2.  | Atlético Bucaramanga | 0,50  | 6,50 | 6 | 3 | 0 | 3 | 10 | 12 | -2 |
| 3.  | Deportivo Cali       | 0,25  | 6,25 | 6 | 3 | 0 | 3 | 9  | 12 | -3 |
| 4.  | Deportes Quindío     | 0     | 5    | 6 | 2 | 1 | 3 | 7  | 7  | 0  |

### Gruppo B
| Pos | Squadra                | Bonus | P    | G | V | N | S | GF | GS | DR |
| --- | ---------------------- | ----- | ---- | - | - | - | - | -- | -- | -- |
| 1.  | Atlético Nacional      | 0,50  | 7,50 | 6 | 2 | 3 | 1 | 4  | 3  | 1  |
| 2.  | Santa Fe               | 0,75  | 6,75 | 6 | 2 | 2 | 2 | 7  | 7  | 0  |
| 3.  | Once Caldas            | 0     | 6    | 6 | 2 | 2 | 2 | 9  | 9  | 0  |
| 4.  | Independiente Medellín | 0,75  | 5,75 | 6 | 1 | 3 | 2 | 5  | 6  | -1 |

## Cuadrangular Final
| Pos | Squadra              | Bonus | P    | G | V | N | S | GF | GS | DR |
| --- | -------------------- | ----- | ---- | - | - | - | - | -- | -- | -- |
| 1.  | América de Cali      | 2     | 11   | 6 | 3 | 3 | 0 | 12 | 3  | 9  |
| 2.  | Atlético Nacional    | 0,50  | 7,50 | 6 | 3 | 1 | 2 | 7  | 3  | 4  |
| 3.  | Atlético Bucaramanga | 0,50  | 5,50 | 6 | 1 | 3 | 2 | 5  | 10 | 5  |
| 4.  | Santa Fe             | 0,75  | 3,75 | 6 | 0 | 3 | 3 | 5  | 13 | -8 |

## Verdetti
- América de Cali campione di Colombia
- América de Cali e Atlético Nacional qualificate alla Coppa Libertadores 1991.

## Classifica marcatori
| Nome              | Squadra              | Gol |
| ----------------- | -------------------- | --- |
| Antony de Ávila   | América de Cali      | 25  |
| Sergio Angulo     | América de Cali      | 20  |
| Pedro Olalla      | Atlético Bucaramanga | 20  |
| Luis Armando Díaz | Santa Fe             | 16  |
| Jesús Barrios     | Atlético Bucaramanga | 14  |
| Jorge da Silva    | América de Cali      | 12  |